# Paul Hudak
Paul Raymond Hudak (15 de julio de 1952 – 29 de abril de 2015) fue un profesor estadounidense de ciencias de la computación en la Universidad de Yale, conocido por su participación en el diseño del lenguaje de programación Haskell, así como varios libros de texto sobre Haskell y la música por computadora. Fue Director del Departamento, y también Capitán del Saybrook College. Murió de leucemia el 29 de abril de 2015.